# Liste der Gemeinden in Saskatchewan

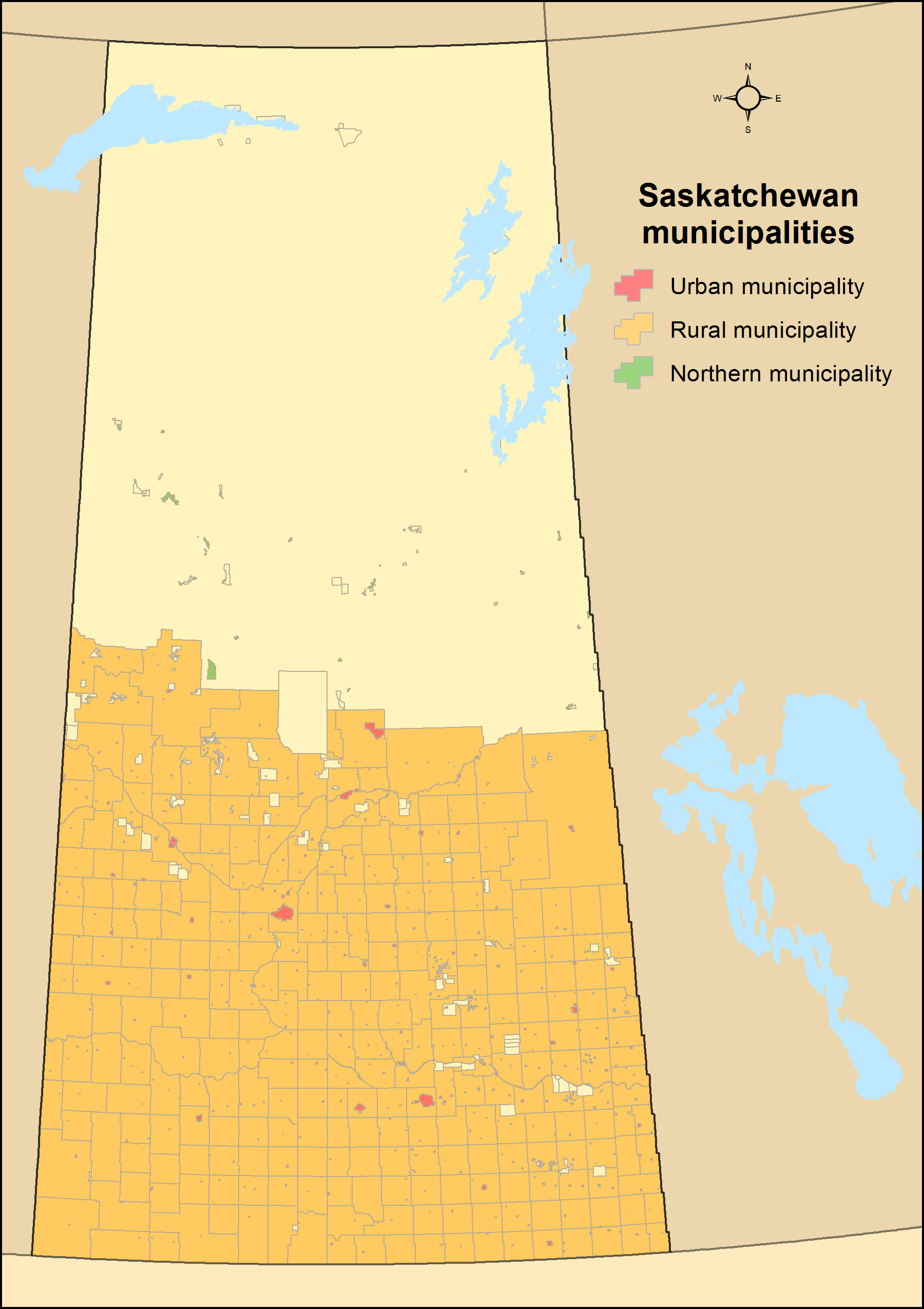
Übersicht der Gemeinden nach Gemeindetyp

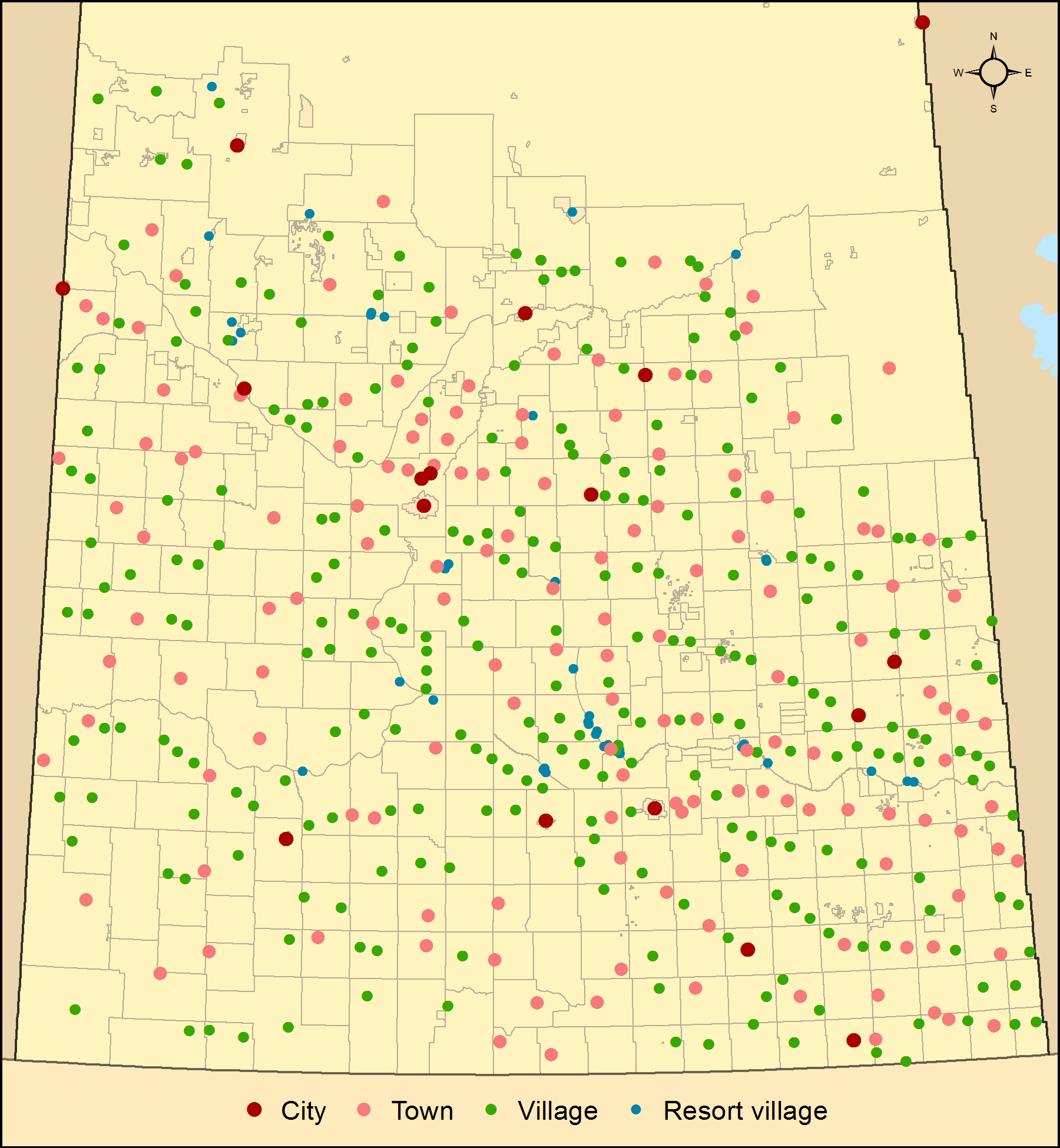
Übersicht der „urban municipalities“

Diese Liste führt die Gemeinden in der kanadischen Provinz Saskatchewan auf. In der Provinz gibt derzeit 766 Gemeinden.

## Verwaltungsgliederung
In der Provinz werden die verschiedenen Gemeinden grundsätzlich drei Gemeindetypen zugeordnet. Es gibt:
- urban municipalities,
- rural municipalities und
- northern municipalities.

Bei den urban municipalities handelt es sich um eigenständige Gemeinden mit eher städtischer Struktur. Sie werden weiterhin unterschieden in:
- Städte (aktuell gibt es 16 „cities“),
- Kleinstädte (aktuell gibt es 147 „towns“),
- Dörfer (aktuell gibt es 246 „villages“) und
- Feriendörfer (aktuell gibt es 42 „resort villages“).

Die Einordnung zu einer Gemeindeart sagt jedoch noch nichts über die Einwohnerzahl einer solchen aus. Die Einwohnerzahlen können innerhalb einer Art stark variieren. So gibt es Kleinstädte mit mehr Einwohnern als sie kleine Städte haben und Dörfer die mehr Einwohner haben als Kleinstädte.
Bei den rural  municipalities handelt es sich um Gemeinden im Süden der Provinz mit einer eher ländlichen Struktur. Aktuell gibt es 296 dieser ländlichen Gemeinden in Saskatchewan. Im Jahr 2021 ist von diesen ländlichen Gemeinden die Rural Municipality of Glen McPherson No. 46 mit 76 Einwohnern die kleinste und die Rural Municipality of Corman Park No. 344 mit 8909 Einwohnern die größte.
Bei den northern municipalities handelt es sich um eigenständige Gemeinden mit eher städtischer Struktur die im Norden der Provinz im Bereich des Northern Saskatchewan Administration Districts (NSAD) liegen. Die „nördlichen Gemeinden“ werden weiterhin unterschieden in:
- Kleinstädte (aktuell gibt es 2 „northern towns“),
- Dörfer (aktuell gibt es 11 „northern villages“) und
- Weiler (aktuell gibt es 11 „northern hamlets“).

Während in den 24 nördlichen Gemeinden auf eine Fläche von rund 370 km² etwa 16.000 Einwohner leben, leben im Zuständigkeitsbereich des NSAD auf rund 270.000 km² nur etwa 1.100 Einwohner.

## Liste der einwohnerstärksten Gemeinden
Die folgende Tabelle enthält die Städte der Provinz und ihre Einwohnerzahlen der Volkszählungen 2001, 2006 und 2016 sowie ihre Fläche von der Nationalen Statistikagentur Kanadas. Als für diese Aufstellung relevante Stadt werden alle Orte begriffen, die den Gemeindestatus City oder Town und mindestens 2000 Einwohner in mindestens einer der Erhebungen haben. Da Town in Saskatchewan sehr großzügig vergeben wird, z. T. an Ortschaften unter 100 Einwohner, wird hier mit den 2000 Einwohnern die deutsche Definition von Stadt mitverwendet (siehe Stadtgröße und Stadttyp). Wegen der Besonderheiten im Norden der Provinz sind die beiden „northern towns“ (unabhängig von ihrer Größe) sowie die „northern villages“ (mit mindestens 2000 Einwohnern) ebenfalls in der Aufstellung enthalten.
| Stadt                         | Status           | Fläche km² | Einwohner 2001 | Einwohner 2006 | Einwohner 2016 | Einwohner 2021 |
| ----------------------------- | ---------------- | ---------- | -------------- | -------------- | -------------- | -------------- |
| Assiniboia                    | Town             | 3,79       | 2.483          | 2.305          | 2.389          | 2.333          |
| Battleford                    | Town             | 23,26      | 3.820          | 3.685          | 4.429          | 4.400          |
| Biggar                        | Town             | 15,37      | 2.243          | 2.033          | 2.226          | 2.133          |
| Canora                        | Town             | 7,35       | 2.200          | 2.013          | 2.024          | 2.092          |
| Creighton                     | Northern Town    | 12,92      | 1.556          | 1.502          | 1.402          | 1.203          |
| Esterhazy                     | Town             | 5,56       | 2.348          | 2.336          | 2.502          | 2.345          |
| Estevan                       | City             | 18,30      | 10.242         | 10.084         | 11.483         | 10.851         |
| Fort Qu’Appelle               | Town             | 5,09       | 1.940          | 1.919          | 2.027          | 1.972          |
| Humboldt                      | City             | 13,30      | 5.161          | 4.998          | 5.869          | 6.033          |
| Kamsack                       | Town             | 5,67       | 2.009          | 1.713          | 1.898          | 1.779          |
| Kindersley                    | Town             | 12,91      | 4.548          | 4.412          | 4.571          | 4.567          |
| La Loche                      | Northern Village | 16,71      | 2.136          | 2.348          | 2.444          | 2.514          |
| La Ronge                      | Northern Town    | 16,71      | 2.727          | 2.725          | 2.688          | 2.512          |
| Lloydminster (Teilgeb. Sask.) | City             | 18,06      | 7.840          | 8.118          | 11.765         | 11.843         |
| Maple Creek                   | Town             | 4,35       | 2.270          | 2.198          | 2.084          | 2.176          |
| Martensville                  | City             | 13,56      | 4.365          | 4.968          | 9.645          | 10.549         |
| Meadow Lake                   | City             | 12,37      | 4.582          | 4.771          | 5.344          | 5.322          |
| Melfort                       | City             | 14,73      | 5.559          | 5.192          | 5.992          | 5.955          |
| Melville                      | City             | 14,78      | 4.453          | 4.149          | 4.562          | 4.493          |
| Moose Jaw                     | City             | 65,81      | 32.131         | 32.132         | 33.890         | 33.665         |
| Moosomin                      | Town             | 7,15       | 2.361          | 2.257          | 2.743          | 2.657          |
| Nipawin                       | Town             | 8,93       | 4.275          | 4.061          | 4.401          | 4.570          |
| North Battleford              | City             | 33,55      | 13.692         | 13.190         | 14.315         | 13.836         |
| Outlook                       | Town             | 8,34       | 1.938          | 2.204          | 2.279          | 2.336          |
| Pilot Butte                   | Town             | 5,71       | 1.872          | 1.848          | 2.137          | 2.638          |
| Prince Albert                 | City             | 67,17      | 34.291         | 34.138         | 35.926         | 37.756         |
| Regina                        | City             | 178,81     | 178.225        | 179.246        | 215.106        | 226.404        |
| Rosetown                      | Town             | 11,59      | 2.471          | 2.277          | 2.451          | 2.507          |
| Saskatoon                     | City             | 226,56     | 196.861        | 202.340        | 246.376        | 266.141        |
| Swift Current                 | City             | 29,30      | 14.821         | 14.946         | 16.604         | 16.750         |
| Tisdale                       | Town             | 6,56       | 3.063          | 2.981          | 3.235          | 2.962          |
| Unity                         | Town             | 9,70       | 2.243          | 2.147          | 2.573          | 2.496          |
| Warman                        | City             | 13,10      | 3.481          | 4.764          | 11.020         | 12.419         |
| Weyburn                       | City             | 19,03      | 9.534          | 9.433          | 10.870         | 11.019         |
| White City                    | Town             | 7,56       | 1.113          | 1.894          | 3.099          | 3.702          |
| Yorkton                       | City             | 36,19      | 15.107         | 15.038         | 16.343         | 16.280         |

## Sonstige Gemeinden
Die nachfolgende Auflistung enthält alle sonstigen Gemeinden.

### A
- Abbey (Dorf)
- Aberdeen (Kleinstadt)
- Abernethy (Dorf)
- Air Ronge (nördliches Dorf)
- Alameda (Kleinstadt)
- Albertville (Dorf)
- Alice Beach (Feriendorf)
- Alida (Dorf)
- Allan (Kleinstadt)
- Alvena (Dorf)
- Aneroid
- Annaheim (Dorf)
- Aquadeo (Feriendorf)
- Arborfield (Kleinstadt)
- Archerwill (Dorf)
- Arcola (Kleinstadt)
- Arran (Dorf)
- Asquith (Kleinstadt)
- Atwater (Dorf)
- Avonlea (Dorf)
- Aylesbury (Dorf)
- Aylsham (Dorf)

### B
- Balcarres (Kleinstadt)
- Balgonie (Kleinstadt)
- Beatty (Dorf)
- Beauval (nördliches Dorf)
- Beaver Flat (Feriendorf)
- Beechy (Dorf)
- Belle Plain (Dorf)
- Bengough (Kleinstadt)
- Bethune (Dorf)
- Bienfait (Kleinstadt)
- Big River (Kleinstadt)
- Big Shell (Feriendorf)
- Bird’s Point (Feriendorf)
- Birch Hills (Kleinstadt)
- Bjorkdale (Dorf)
- Bladworth (Dorf)
- Blaine Lake (Kleinstadt)
- Black Point (nördlicher Weiler)
- Borden (Dorf)
- Bracken (Dorf)
- Bradwell (Dorf)
- Bredenbury (Kleinstadt)
- Briercrest (Dorf)
- Broadview (Kleinstadt)
- Brock (Dorf)
- Broderick (Dorf)
- Brownlee (Dorf)
- Bruno (Kleinstadt)
- Buchanan (Dorf)
- Buena Vista (Dorf)
- Buffalo Narrows (nördliches Dorf)
- Burstall (Kleinstadt)
- Bulyea (Dorf)
- B-Say-Tah (Feriendorf)

### C
- Cabri (Kleinstadt)
- Cadillac (Dorf)
- Calder (Dorf)
- Candle Lake (Feriendorf)
- Canwood (Dorf)
- Carievale (Dorf)
- Carlyle (Kleinstadt)
- Carnduff (Kleinstadt)
- Caronport (Dorf)
- Carrot River (Kleinstadt)
- Central Butte (Kleinstadt)
- Ceylon (Dorf)
- Chamberlain (Dorf)
- Chaplin (Dorf)
- Chitek Lake (Feriendorf)
- Choiceland (Kleinstadt)
- Chorney Beach (Feriendorf)
- Christopher Lake (Dorf)
- Churchbridge (Kleinstadt)
- Clavet (Dorf)
- Climax (Dorf)
- Cochin (Feriendorf)
- Coderre (Dorf)
- Codette (Dorf)
- Cole Bay (nördlicher Weiler)
- Coleville (Dorf)
- Colonsay (Kleinstadt)
- Conquest (Dorf)
- Consul (Dorf)
- Coronach (Kleinstadt)
- Coteau Beach (Feriendorf)
- Craik (Kleinstadt)
- Craven (Dorf)
- Creelman (Dorf)
- Cudworth (Kleinstadt)
- Cumberland House (nördliches Dorf)
- Cupar (Kleinstadt)
- Cut Knife (Kleinstadt)

### D
- Dalmeny (Kleinstadt)
- Davidson (Kleinstadt)
- Debden (Dorf)
- Delisle (Kleinstadt)
- Denare Beach (nördliches Dorf)
- Denholm (Dorf)
- Denzil (Dorf)
- Dilke (Dorf)
- Dinsmore (Dorf)
- Disley (Dorf)
- Dodsland (Dorf)
- Dore Lake (nördlicher Weiler)
- Dorintosh (Dorf)
- Drake (Dorf)
- Drinkwater (Dorf)
- Dubuc (Dorf)
- Duck Lake (Kleinstadt)
- Duff (Dorf)
- Dundurn (Kleinstadt)
- Duval (Dorf)
- Dysart (Dorf)

### E
- Earl Grey (Dorf)
- Eastend (Kleinstadt)
- Eatonia (Kleinstadt)
- Ebenezer (Dorf)
- Echo Bay (Feriendorf)
- Edam (Dorf)
- Edenwold (Dorf)
- Elbow (Dorf)
- Elfros (Dorf)
- Elrose (Kleinstadt)
- Endeavour (Dorf)
- Englefeld (Dorf)
- Ernfold (Dorf)
- Eston (Kleinstadt)
- Etters Beach (Feriendorf)
- Eyebrow (Dorf)

### F
- Fairlight (Dorf)
- Fenwood (Dorf)
- Fillmore (Dorf)
- Findlater (Dorf)
- Flaxcombe (Dorf)
- Fleming (Kleinstadt)
- Foam Lake (Kleinstadt)
- Forget (Dorf)
- Fort San (Feriendorf)
- Fosston (Dorf)
- Fox Valley (Dorf)
- Francis (Kleinstadt)
- Frobisher (Dorf)
- Frontier (Dorf)

### G
- Gainsborough (Dorf)
- Gerald (Dorf)
- Glaslyn (Dorf)
- Glen Ewen (Dorf)
- Glen Harbour (Feriendorf)
- Glenavon (Dorf)
- Glenside (Dorf)
- Golden Prairie (Dorf)
- Goodeve (Dorf)
- Goodsoil (Dorf)
- Goodwater (Dorf)
- Govan (Kleinstadt)
- Grand Coulee (Kleinstadt)
- Grandview Beach (Feriendorf)
- Gravelbourg (Kleinstadt)
- Green Lake (nördliches Dorf)
- Grenfell (Kleinstadt)
- Greig Lake (Feriendorf)
- Grenfell (Kleinstadt)
- Gull Lake (Kleinstadt)

### H
- Hafford (Kleinstadt)
- Hague (Kleinstadt)
- Halbrite (Dorf)
- Hanley (Kleinstadt)
- Harris (Dorf)
- Hawarden (Dorf)
- Hazenmore (Dorf)
- Hazlet (Dorf)
- Hepburn (Kleinstadt)
- Herbert (Kleinstadt)
- Heward (Dorf)
- Hodgeville (Dorf)
- Holdfast (Dorf)
- Hubbard (Dorf)
- Hudson Bay (Kleinstadt)
- Hyas (Dorf)

### I
- Île-à-la-Crosse (nördliches Dorf)
- Imperial (Kleinstadt)
- Indian Head (Kleinstadt)
- Invermay (Dorf)
- Island View (Feriendorf)
- Ituna (Dorf)

### J
- Jansen (Dorf)
- Jans Bay (nördlicher Weiler)

### K
- Kannata Valley (Feriendorf)
- Katepwa (Feriendorf)
- Keeler (Dorf)
- Kelliher (Dorf)
- Kelvington (Kleinstadt)
- Kenaston (Dorf)
- Kendal (Dorf)
- Kennedy (Dorf)
- Kenosee Lake (Dorf)
- Kerrobert (Kleinstadt)
- Killaly (Dorf)
- Kincaid (Dorf)
- Kinistino (Kleinstadt)
- Kinley (Dorf)
- Kipling (Kleinstadt)
- Kisbey (Dorf)
- Kivimaa-Moonlight Bay (Feriendorf)
- Krydor (Dorf)
- Kyle (Kleinstadt)

### L
- Lafleche (Kleinstadt)
- Laird (Dorf)
- Lake Lenore (Dorf)
- Lampman (Kleinstadt)
- Lancer (Dorf)
- Landis (Dorf)
- Lang (Dorf)
- Langenburg (Kleinstadt)
- Langham (Kleinstadt)
- Lanigan (Kleinstadt)
- Lashburn (Kleinstadt)
- Leader (Kleinstadt)
- Leask (Dorf)
- Lebret (Dorf)
- Lemberg (Kleinstadt)
- Leoville (Dorf)
- Leross (Dorf)
- Leroy (Kleinstadt)
- Leslie Beach (Feriendorf)
- Liberty (Dorf)
- Limerick (Dorf)
- Lintlaw (Dorf)
- Lipton (Dorf)
- Loon Lake (Dorf)
- Loreburn (Dorf)
- Love (Dorf)
- Lucky Lake (Dorf)
- Lumsden (Kleinstadt)
- Lumsden Beach (Feriendorf)
- Luseland (Kleinstadt)

### M
- Macklin (Kleinstadt)
- MacNutt (Dorf)
- Macoun (Dorf)
- Macrorie (Dorf)
- Maidstone (Kleinstadt)
- Major (Dorf)
- Makwa (Dorf)
- Manitou Beach (Feriendorf)
- Mankota (Dorf)
- Manor (Dorf)
- Marcelin (Dorf)
- Marengo (Dorf)
- Margo (Dorf)
- Markinch (Dorf)
- Marquis (Dorf)
- Marsden (Dorf)
- Marshall (Kleinstadt)
- Maryfield (Dorf)
- Maymont (Dorf)
- McLean (Dorf)
- McTaggart (Dorf)
- Meacham (Dorf)
- Meath Park (Dorf)
- Medstead (Dorf)
- Melville Beach (Feriendorf)
- Mendham (Dorf)
- Meota (Dorf)
- Mervin (Dorf)
- Metinota (Feriendorf)
- Michel Village (nördlicher Weiler)
- Midale (Kleinstadt)
- Middle Lake (Dorf)
- Milden (Dorf)
- Milestone (Kleinstadt)
- Minton (Dorf)
- Mistatim (Dorf)
- Mistusinne (Feriendorf)
- Montmartre (Dorf)
- Morse (Kleinstadt)
- Mortlach (Dorf)
- Mossbank (Kleinstadt)
- Muenster (Dorf)

### N
- Naicam (Kleinstadt)
- Neilburg (Dorf)
- Netherhill (Dorf)
- Neudorf (Dorf)
- Neville (Dorf)
- Nokomis (Kleinstadt)
- Norquay (Kleinstadt)
- North Grove (Feriendorf)
- North Portal (Dorf)

### O
- Odessa (Dorf)
- Ogema (Kleinstadt)
- Osage (Dorf)
- Osler (Kleinstadt)
- Oxbow (Kleinstadt)

### P
- Paddockwood (Dorf)
- Pangman (Dorf)
- Paradise Hill (Dorf)
- Parkside (Dorf)
- Patuanak (nördlicher Weiler)
- Paynton (Dorf)
- Pebble Bay (Feriendorf)
- Pelican Narrows (nördliches Dorf)
- Pelican Pointe (Feriendorf)
- Pelly (Dorf)
- Pennant (Dorf)
- Pense (Kleinstadt)
- Perdue (Dorf)
- Pierceland (Dorf)
- Pilger (Dorf)
- Pinehouse (nördliches Dorf)
- Pleasantdale (Dorf)
- Plenty (Dorf)
- Plunkett (Dorf)
- Ponteix (Kleinstadt)
- Porcupine Plain (Kleinstadt)
- Preeceville (Kleinstadt)
- Prelate (Dorf)
- Prud'homme (Dorf)
- Punnichy (Dorf)

### Q
- Quill Lake (Dorf)
- Quinton (Dorf)

### R
- Radisson (Kleinstadt)
- Radville (Kleinstadt)
- Rama (Dorf)
- Raymore (Kleinstadt)
- Redvers (Kleinstadt)
- Regina Beach (Kleinstadt)
- Rhein (Dorf)
- Richard (Dorf)
- Richmound (Dorf)
- Ridgedale (Dorf)
- Riverhurst (Dorf)
- Rocanville (Kleinstadt)
- Roche Percée (Dorf)
- Rockglen (Kleinstadt)
- Rose Valley (Kleinstadt)
- Rosthern (Kleinstadt)
- Rouleau (Kleinstadt)
- Ruddell (Dorf)
- Rush Lake (Dorf)

### S
- Saltcoats (Kleinstadt)
- Sandy Bay (nördliches Dorf)
- Saskatchewan Beach (Feriendorf)
- Sceptre (Dorf)
- Scott (Kleinstadt)
- Sedley (Dorf)
- Semans (Dorf)
- Senlac (Dorf)
- Shamrock (Dorf)
- Shaunavon (Kleinstadt)
- Sheho (Dorf)
- Shell Lake (Dorf)
- Shellbrook (Kleinstadt)
- Shields (Feriendorf)
- Silton (Dorf)
- Simpson (Dorf)
- Sintaluta (Kleinstadt)
- Smeaton (Dorf)
- Smiley (Dorf)
- South Lake (Feriendorf)
- Southey (Kleinstadt)
- Spalding (Dorf)
- Speers (Dorf)
- Spiritwood (Kleinstadt)
- Springside (Kleinstadt)
- Spy Hill (Dorf)
- St. Benedict (Dorf)
- St. Brieux (Kleinstadt)
- St. George’s Hill (nördlicher Weiler)
- St. Gregor (Dorf)
- St. Louis (Dorf)
- St. Walburg (Kleinstadt)
- Star City (Kleinstadt)
- Stenen (Dorf)
- Stewart Valley (Dorf)
- Stockholm (Dorf)
- Stony Rapids (nördlicher Weiler)
- Storthoaks (Dorf)
- Stoughton (Kleinstadt)
- Strasbourg (Kleinstadt)
- Strongfield (Dorf)
- Sturgis (Kleinstadt)
- Success (Dorf)
- Sun Valley (Feriendorf)
- Sunset Cove (Feriendorf)

### T
- Tantallon (Dorf)
- Tessier (Dorf)
- Theodore (Dorf)
- Thode (Feriendorf)
- Timber Bay (nördlicher Weiler)
- Tobin Lake (Feriendorf)
- Togo (Dorf)
- Tompkins (Dorf)
- Torquay (Dorf)
- Tramping Lake (Dorf)
- Tugaske (Dorf)
- Turnor Lake (nördlicher Weiler)
- Turtleford (Kleinstadt)
- Turtle View (Feriendorf)
- Tuxford (Dorf)

### V
- Val Marie (Dorf)
- Valparaiso (Dorf)
- Vanguard (Dorf)
- Vanscoy (Dorf)
- Vibank (Dorf)
- Viscount (Dorf)
- Vonda (Kleinstadt)

### W
- Wadena (Kleinstadt)
- Wakaw (Kleinstadt)
- Wakaw Lake (Feriendorf)
- Waldeck (Dorf)
- Waldheim (Kleinstadt)
- Waldron (Dorf)
- Wapella (Kleinstadt)
- Waseca (Dorf)
- Watrous (Kleinstadt)
- Watson (Kleinstadt)
- Wawota (Kleinstadt)
- Webb (Dorf)
- Wee Too Beach (Feriendorf)
- Weekes (Dorf)
- Weirdale (Dorf)
- Weldon (Dorf)
- West End (Feriendorf)
- Weyakwin (nördlicher Weiler)
- White Fox (Dorf)
- Whitewood (Kleinstadt)
- Wilcox (Dorf)
- Wilkie (Kleinstadt)
- Willow Bunch (Kleinstadt)
- Windthorst (Dorf)
- Wiseton (Dorf)
- Wolseley (Kleinstadt)
- Wood Mountain (Dorf)
- Wynyard (Kleinstadt)

### Y
- Yarbo (Dorf)
- Yellow Grass (Kleinstadt)
- Young (Saskatchewan) (Dorf)

### Z
- Zealandia (Kleinstadt)
- Zelma (Dorf)
- Zenon Park (Dorf)